# NGC 6553
NGC 6553 est un amas globulaire situé dans la constellation du Sagittaire à environ 19 570 a.l. (6,0 kpc) du Soleil et à 7 176 a.l. (2,2 kpc) du centre de la Voie lactée. Il a été découvert par l'astronome germano-britannique William Herschel en 1784.

## Caractéristiques
La classe de concentration Shapley-Sawyer de NGC 6553 est XI. Cela signifie qu'il est très déconcentré vers le centre. Avec une ellipticité égale à 0,17, cet amas est très allongé, en fait presque autant que NGC 6544, l'amas le plus allongé connu dans la Voie lactée.

### Vitesse et orbite
Selon les mesures les plus récentes réalisées par le satellite Gaia, la vitesse radiale héliocentrique de cet amas est égale à +0,72 ± 0,40 km/s. Deux autres mesures récentes de la vitesse sont aussi indiquées par Simbad, soit 0,5 ± 0,4 km/s et 0,50 km/s. Harris indique une vitesse plus élevée et de sens contraire, soit −3,2 ± 1,5 km/s.

### Métallicité, masse et âge
La base de données Simbad cite huit références pour la métallicité provenant de publications parues entre 2010 et 2020. La valeur de la métallicité de celles-ci varient entre -0,80 et 0,00, valeur qui est plutôt surprenante puisqu'elle signifie que cet amas serait né à la même période que le Soleil. Si on exclut cette valeur, l'autre extrême est -0,151. Avec de telles valeurs, c'est l'un des amas globulaires les plus riches en métaux de la Voie lactée. Une métallicité comprise entre -0,80 et -0,151 signifie que la concentration en fer de NGC 6553 est comprise entre à 16%  et 71% de celle du Soleil.
Après le Big Bang, l'Univers étant surtout composé d'hydrogène et d'hélium, la métallicité était pratiquement nulle. L'univers s'est progressivement enrichi en métaux (éléments plus lourds que l'hélium) grâce à la synthèse de ceux-ci dans le cœur des étoiles. La métallicité des amas du halo de la Voie lactée varie d'un centième à un dixième de la métallicité solaire, ce qui signifie que ces amas se décomposent en deux sous-groupes, les relativement jeunes et les vieux . Selon sa métallicité, NGC 6553 serait donc un amas relativement jeune et riche en métaux. Son âge est estimée à 10,0 ± 2 milliards d'années par Santos[réf. à confirmer].

## Galerie

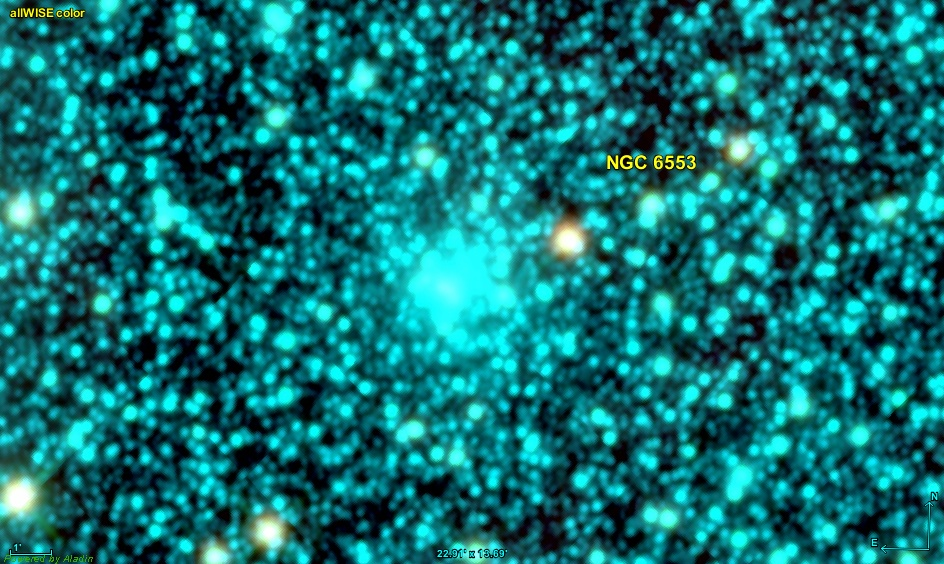
NGC 6553 en infrarouge par le relevé 2MASS.
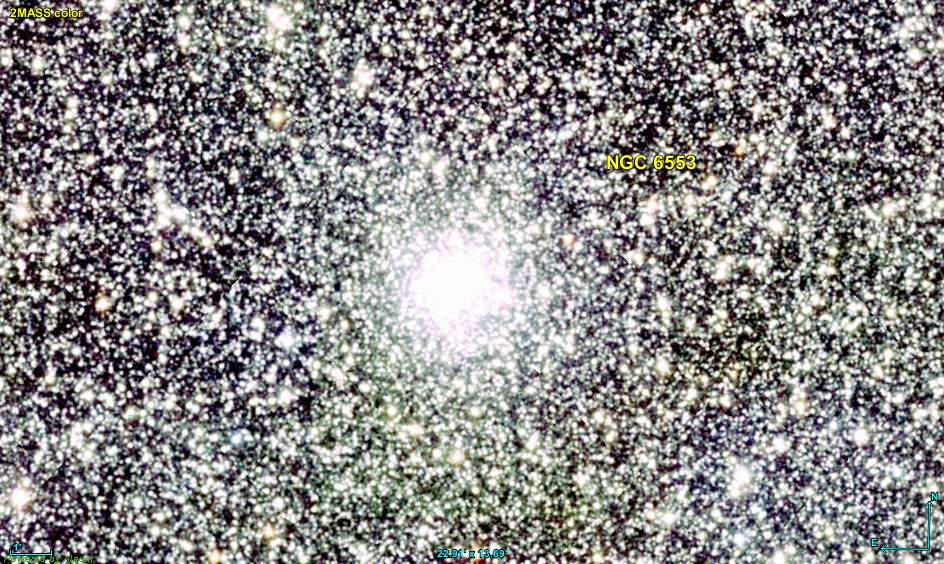
NGC 6553 en infrarouge par le relevé 2MASS.
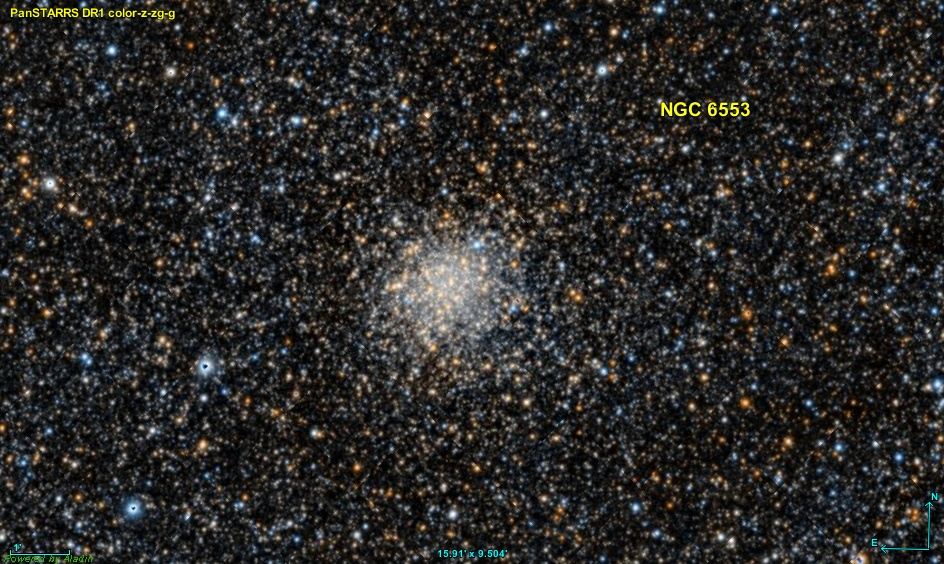
Image en lumière visible par le relevé Pan-STARRS.